# Decommodificatie
De term decommodificatie werd geïntroduceerd door de Deense socioloog Gøsta Esping-Andersen in zijn boek The Three Worlds of Welfare Capitalism. De hoogleraar sociologie Steven Saxonberg definieerde het begrip als de mate waarin iemand kan overleven zonder daarvoor zijn arbeid aan te hoeven/moeten bieden op de arbeidsmarkt. Het heeft de tegenovergestelde betekenis van het door Karl Marx geïntroduceerde begrip commodificatie, dat juist gaat over de mate waarin iemand zijn arbeid moet aanbieden op de arbeidsmarkt om te kunnen voorzien in het eigen levensonderhoud.
Dit concept werd door Esping-Andersen als een van de criteria gebruikt om verschillende soorten welvaartsstaten te kunnen classificeren. Sindsdien is deze conceptualisering meermaals bekritiseerd alsook uitgebreid naar andere criteria voor een welvaartsstaat. Dit betreft bijvoorbeeld de kritiek vanuit het genderaspect, waarbij meermaals werd benadrukt (ook door Esping-Andersen zelf) dat decommodificatie niet de genderrollen in een huishouden mee in rekening neemt. Een alternatief dat bijvoorbeeld werd voorgesteld was defamiliarisatie (defamiliarization), wat de mate omschrijft waarin beleid de welvaartsproductie in een gezin vervangt, met als doel de draagkracht en mogelijkheden van gezinnen te vergroten. Een ander voorbeeld is degenderisering/degenderisatie (degenderization) wat de mate omschrijft waarin beleid genderrollen opheft.